# Savigny-sous-Mâlain
Savigny-sous-Mâlain is een gemeente in het Franse departement Côte-d'Or (regio Bourgogne-Franche-Comté) en telt 202 inwoners (2005). De plaats maakt deel uit van het arrondissement Dijon.

## Geografie
De oppervlakte van Savigny-sous-Mâlain bedraagt 6,5 km², de bevolkingsdichtheid is 31,1 inwoners per km².
De onderstaande kaart toont de ligging van Savigny-sous-Mâlain met de belangrijkste infrastructuur en aangrenzende gemeenten.

## Demografie
Onderstaande figuur toont het verloop van het inwonertal (bron: INSEE-tellingen).